# Cmentarz żydowski w Czemiernikach
Cmentarz żydowski w Czemiernikach – kirkut służący niegdyś żydowskiej społeczności Czemiernik. Powstał w 1703. Został zdewastowany podczas II wojny światowej. Miał powierzchnię 0,19 ha, na której do czasów obecnych zachowało się pięć macew.